# Resolução 2334 do Conselho de Segurança das Nações Unidas
Resolução 2334 do Conselho de Segurança das Nações Unidas foi aprovada em 23 de dezembro de 2016. A resolução instou pelo fim dos assentamentos israelenses, comunidades construídas por Israel em terras capturadas em 1967, na Guerra dos Seis Dias. A resolução reputou os assentamentos como "uma violação flagrante do direito internacional." A passagem da resolução foi "recebida com aplausos na câmara lotada". Foi a primeira Resolução do Conselho de Segurança das Nações Unidas a ser adotada em relação a Israel e Palestina desde 2009, e a primeira a abordar a questão dos assentamentos israelenses desde a Resolução 465, em 1980. de Acordo com o jornal israelense Haaretz, a resolução "pode ter sérias implicações para Israel, em geral, e, especificamente, para a empreitada dos assentamentos" no médio para longo prazo.

## Conteúdo
A resolução argumenta que todas medidas que visam mudar a composição demográfica e o status de territórios palestinos ocupados para Israel, incluindo a construção e expansão de assentamentos, transferência de colonizadores israelenses, confiscação de terras, demolição de casas e deslocamento de civis palestinos são violações do direito internacional humanitário, da obrigação imposta a Israel enquanto poder ocupador pela Quarta Convenção de Genebra e de resoluções anteriores.
A resolução também condena todos atos de violências contra civis, incluindo terrorismo, provocações e destruição. Ela reitera o suporte a solução de dois estados e observa que a implementação de assentamentos está "ameaçando" sua viabilidade.
O texto também solicita a todos estados "que distinguam, em todas relações relevantes, entre o território do Estado de Israel e territórios ocupados desde 1967."

## Tramitação
O projeto de resolução foi preparado originalmente pelo Egito. No entanto, em 22 de dezembro, o presidente-eleito, Donald Trump, entrou em contato com o presidente egípcio Abdel Fattah el-Sisi para que a proposta fosse retirada e o Egito acabou por tomar tal medida após "pressão intensa", nas palavras de seu embaixador para ONU. No entanto, em 23 de dezembro, o projeto foi adotado e proposto novamente por Malásia, Nova Zelândia, Senegal e Venezuela. A resolução foi aprovada por 14 a 0; todos os membros votaram a favor, com a exceção dos Estados Unidos, que se abstiveram. A embaixadora estadunidense para a ONU, Samantha Power, explicou a abstenção afirmando que, de um lado, a ONU injustamente ataca Israel com frequência, que há assuntos importantes não contemplados na resolução, e que os Estados Unidos não concordam com a literalidade da resolução; por outro lado, também afirmou que a resolução reflete a situação presente, reafirmando o consenso de que a implementação de assentamentos é ilegal, e que tal atividade se agravou tanto ao ponto de inviabilizar a solução de dois estados.
A mídia e observadores contrastaram a ação estadunidense com sua longa tradição de vetar resoluções críticas a Israel a respeito da questão dos assentamentos. Durante a reunião em que se discutiu a resolução, o embaixador israelense Danny Danon criticou os membros que a aprovaram, traçando comparação a banir franceses de "construir em Paris".